# 萨瓦斯河畔圣米歇尔
萨瓦斯河畔圣米歇尔（法語：Saint-Michel-sur-Savasse，法語發音：[sɛ̃ miʃɛl syʁ savas]）是法国德龙省的一个市镇，位于该省北部，属于瓦朗斯区。

## 地理
萨瓦斯河畔圣米歇尔（45°8'44"N, 5°7'22"E）面积11.11 平方千米，位于法国奥弗涅-罗讷-阿尔卑斯大区德龙省，该省份为法国东南部内陆省份，北起顺时针与伊泽尔省、上阿尔卑斯省、上普罗旺斯阿尔卑斯省、沃克吕兹省和阿尔代什省接壤。
与萨瓦斯河畔圣米歇尔接壤的市镇（或旧市镇、城区）包括：特里奥尔、勒沙隆、沙蒂永圣让、热桑、蒙米拉勒、帕尔南、圣洛朗多奈。

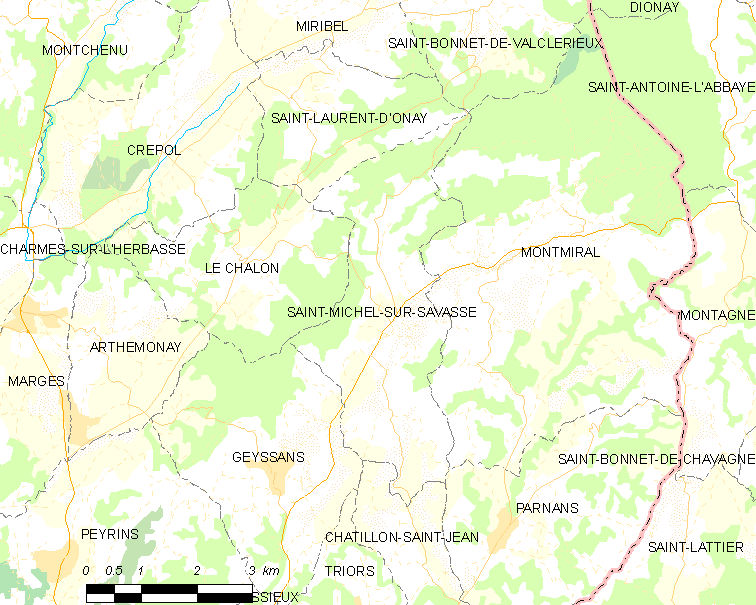
萨瓦斯河畔圣米歇尔的OSM定位图

萨瓦斯河畔圣米歇尔的时区为UTC+01:00、UTC+02:00（夏令时）。

## 行政
萨瓦斯河畔圣米歇尔的邮政编码为26750，INSEE市镇编码为26319。

## 政治
萨瓦斯河畔圣米歇尔所属的省级选区为丘陵德龙县。

## 人口

1962-2008年间萨瓦斯河畔圣米歇尔人口变化图示

萨瓦斯河畔圣米歇尔于2022年1月1日时的人口数量为567人。